# Каролинская летучая лисица
Каролинская летучая лисица (лат. Pteropus molossinus) — вид млекопитающих из семейства крылановых.

## Распространение, поведение
Ареал — острова Сенявина (ФШМ). Представители вида обитают в районах родных тропических лесов. Питаются плодами Pandanus и Clinostigma, цветами хлопкового дерева. Самки рождают одного детеныша за раз.

## Угрозы и охрана
Каролинская летучая лисица может оказаться под угрозой потери среды обитания из-за преобразования естественных лесов в обрабатываемые земли и плантации, особенно кофе. Вид занесен в приложение I СИТЕС, действует запрет международной торговли этого вида с 1989 года. Он живет в природоохранных территориях: англ. Pohnpei Watershed Forest ReservePohnpei Watershed Forest Reserve и англ. Ant Atoll Conservation AreaAnt Atoll Conservation Area.